# Denhamia viridissima
Denhamia viridissima là một loài thực vật có hoa trong họ Dây gối. Loài này được F.M.Bailey & F.Muell. mô tả khoa học đầu tiên năm 1889.